# Šárka Kašpárková
Šárka Kašpárková (ur. 20 maja 1971 w Karwinie) – czeska lekkoatletka. Czterokrotna olimpijka (1992-2004), w tym medalistka olimpijska z Atlanty, mistrzyni świata.
Kašpárková uprawiała bieg na 100 metrów przez płotki, skok w dal, wzwyż i trójskok. Na początku jej koronną konkurencją był skok wzwyż. W tej konkurencji zdobyła brązowy medal mistrzostw Europy juniorów oraz wystartowała na Igrzyskach Olimpijskich w 1992. 
Kiedy IAAF wprowadziło do zawodów trójskok kobiet Kašpárková była jedną z pierwszych zawodniczek, które pojawiły się na skoczniach. W 1995 wygrała na uniwersjadzie, a w 1996 zdobyła brązowy medal Igrzysk Olimpijskich w Atlancie, a w 1997 – złoty medal mistrzostw świata. Odnosiła również sukcesy w hali – dwukrotnie zdobywała brązowy medal halowych mistrzostw świata (w 1997 i w 1999).
Swój najlepszy wynik w trójskoku (15,20 m) osiągnęła w 1997 podczas mistrzostw świata. Wynik ten daje jej miejsce w pierwszej 10. najlepszych zawodniczek w historii.